# Karagöz (Zeitschrift)
Karagöz (osmanisch قره‌گوز; İA: Ḳaragöz; deutsch: „Schwarzauge“) war eine von Ali Fuad gegründete osmanisch-türkische Satirezeitschrift, die von 1908 bis 1951 bestand und zweimal wöchentlich in Istanbul erschien.
Unter den zahlreichen humoristischen Zeitschriften, die seit dem Pionier „Diyojen“ (1869) herausgegeben wurden, ragt Karagöz mit ihrer Erscheinungsdauer von über 40 Jahren deutlich heraus. Der Umfang ihrer historischen und chronologischen Dokumentation – von der Zweiten osmanischen Verfassungsperiode, dem Ersten Weltkrieg, dem türkischen Unabhängigkeitskrieg bis hin zur Gründung der Türkischen Republik – ist einzigartig. Karagöz hob sich aufgrund der Qualität der Texte und Zeichnungen von den meisten anderen in diesem Zeitraum erschienen Satirezeitschriften ab. Im Gegensatz zu den ebenfalls qualitativen, jedoch nur wenige Jahre erschienenen modernen, europäisch-beeinflussten und mehrsprachigen Satirezeitschriften Kalem (1908–1911) und Cem (1910–1912), war Karagöz eine traditionsorientierte, ausschließlich türkischsprachige Zeitschrift.

## Geschichte

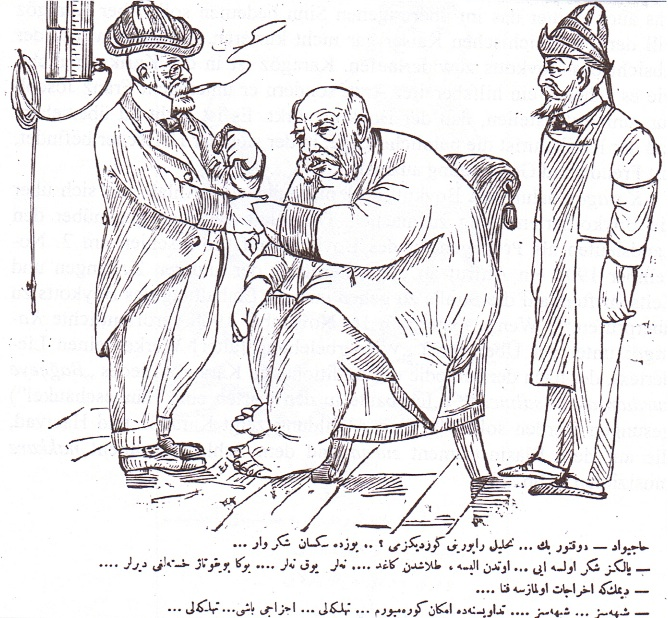
Karikatur Mehmed Bahas über einen am osmanischen Wirtschaftsboykott leidenden Kaiser Franz-Joseph in Karagöz, 1908.

Nachdem im Osmanischen Reich 1870 ein erster Gründungsboom von Satirezeitschriften einsetzte – bis 1877 wurden etwa 20 gegründet, von denen die meisten jedoch kaum ein Jahr bestanden – wurden Satirezeitschriften per 1. Mai 1877 verboten. Bis 1908 durften keine Satirezeitschriften mehr publiziert werden. 1908 wurde die Osmanische Verfassung wieder eingesetzt und die Herausgabe von Zeitungen und Zeitschriften wieder gestattet. In eben jenem Jahr wurde Karagöz, benannt nach der traditionellen osmanischen Schattenspielfigur Karagöz, gegründet. Es war dies neben Kalem die einzige der 34 in jenem Jahr gegründeten Satirezeitschriften, die auch 1910 und darüber hinaus noch bestand. In einem sehr kurzlebigen Zeitschriftenmarkt – von 1909 bis 1914 wurden 50 weitere Satirezeitschriften gegründet, die zumeist ebenfalls weniger als ein Jahr überlebten – etablierte sich Karagöz als einzige Zeitschrift aufgrund höherer Qualität der Zeichnungen und Texte langfristig.
Die erste Ausgabe von Karagöz erschien am 10. August 1908. Der Gründer der Zeitschrift, Ali Fuad Bey, gilt als erster türkischer Karikaturist und war Herausgeber zahlreicher anderer Zeitschriften. In den Ausgaben der ersten Jahre stammten alle Karikaturen von ihm, Mehmed Baha und Halil Naci. Nach Ali Fuad Beys Tod 1919 übernahm den Posten des Chefredakteurs der bekannte Journalist Mahmud Sadık. Fuads Schwester und Erbin Fatima verkaufte die Zeitschrift 1935 an die Cumhuriyet Halk Partisi („Republikanische Volkspartei“).
Die Artikel der Zeitschrift waren in volkstümlicher, einfach verständlicher und humoristischer Sprache verfasst. Die zahlreichen farbigen sowie schwarz-weißen Karikaturen boten zudem ein klares Verständnis der politischen, sozialen, ökonomischen und kulturellen Ereignisse dieser Zeit. Eine Ausgabe bestand aus vier Seiten, wobei die erste für die Dialoge zwischen Karagöz und Hacivat (Muhavere) reserviert war und sich der Tagespolitik und alltäglichen Problemen widmete. Die populären Leitartikel „Karagözs’ Monologe“ beschäftigen sich mit der Beziehung zwischen Mann und Frau, mit dem Lebensstil und den sozialen Umständen der Istanbuler Frauen sowie generell mit Frauendebatten. Später kam die Veröffentlichung von Gedichten und Liedtexten hinzu.

## Aufmachung, Stil und Gestaltung
Eine Ausgabe der Zeitschrift kostete 20 Para – in etwa doppelt so viel wie eine damalige Tageszeitung und etwa halb so viel wie ein Kilogramm Brot. Die Zeitschrift maß 28 × 41 cm² und umfasste vier Seiten.
Anfang erschienen in jeder Ausgabe zwei Karikaturen, eine davon stets auf der Titelseite. Später erschienen immer zwei Karikaturen, eine auf der Titel-, eine auf der Rückseite. Ein roter Faden hierbei war, dass häufig Karagöz – alleine oder mit seinem Freund Hacivad – in die Karikatur miteinbezogen war. Zu Kriegszeiten erschienen mehr Karikaturen.

## Mitarbeiter
In den ersten Jahren bis 1914 waren über kurze lange folgende Personen Chefredakteure – in der Regel zwei zugleich: Mahmud Nedim, Ali Haydar, Baha Tevfik, Aka Gündüz und M. Rif'at. Neben den Chefredakteuren betätigten sich auch Ahmed Nebil, A. Rıfkı und der bekannte Journalist Mahmud Sadık als Autoren der Zeitschrift.
Die Direktoren der Gesellschaft in den ersten Jahren bis zum Ersten Weltkrieg waren Mustafa Halil, A. Sami – ein Bruder Mahmud Nedims – İsmail Neşat und Memduh Süleyman. Diese waren im Laufe der Jahre auch bei anderen satirischen Publikationen beteiligt oder literarisch tätig.
Die Karikaturen wurden bis November 1908 von Ali Fuad selbst gezeichnet. Danach, bis 1914, stammten die Karikaturen fast ausschließlich von Mehmed Baha († 1928) und Halid Naci (1875–1927). Die weiteren Karikaturisten, die jeweils nur einen kurzen Zeitraum zur Zeitschrift beitrugen, waren Mehmed Fazlî (Februar und Mai 1909), „Cemal“ (Mai und Juni 1809), Necmeddin (Oktober 1909) sowie D. Mazloum (März bis Mai 1911).